# بوفالو، شهرستان هندرسون، تگزاس
بوفالو (به انگلیسی: Buffalo) یک منطقهٔ مسکونی در ایالات متحده آمریکا است که در شهرستان هندرسون، تگزاس واقع شده‌است. بوفالو ۱۰۶٫۹۹ متر بالاتر از سطح دریا واقع شده‌است.